# Stazione di Edolo
Stazione di Edolo vasútállomás Olaszországban, Lombardia régióban, Edolo településen.

## Vasútvonalak
Az állomást az alábbi vasútvonalak érintik:
- Brescia–Iseo–Edolo-vasútvonal

## Kapcsolódó állomások
A vasútállomáshoz az alábbi állomások vannak a legközelebb:
- Sonico railway halt (délkelet)